# 吐提古丽·热杰
吐提古丽·热杰，笑果文化编剧、脱口秀演员，曾参加《越战越勇》《脱口秀大会》等综艺节目。

## 生平
吐提古丽·热杰出生于新疆维吾尔自治区的一个维吾尔族家庭，父亲名为热杰。2014年离开新疆到中央民族大学读书，就读于维吾尔语言文学系，后加入笑果文化，成为一名脱口秀演员。